# Schäßburger Bergkirche

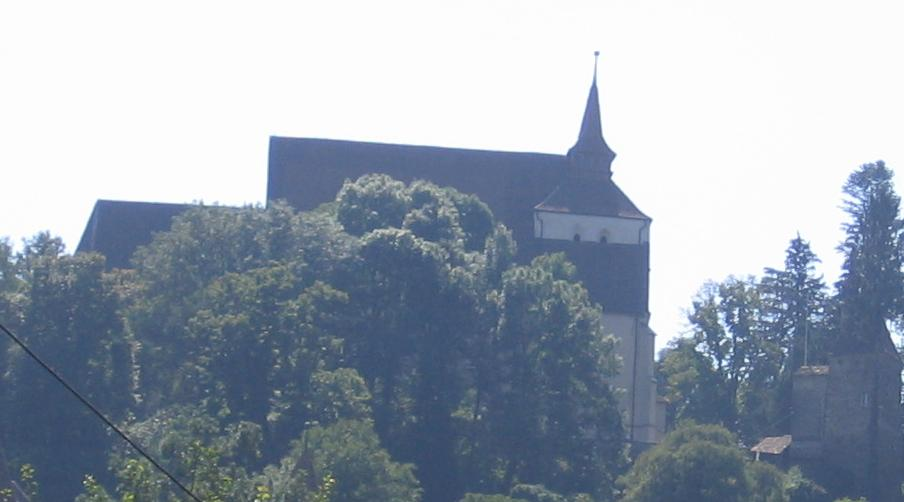
Schäßburger Bergkirche

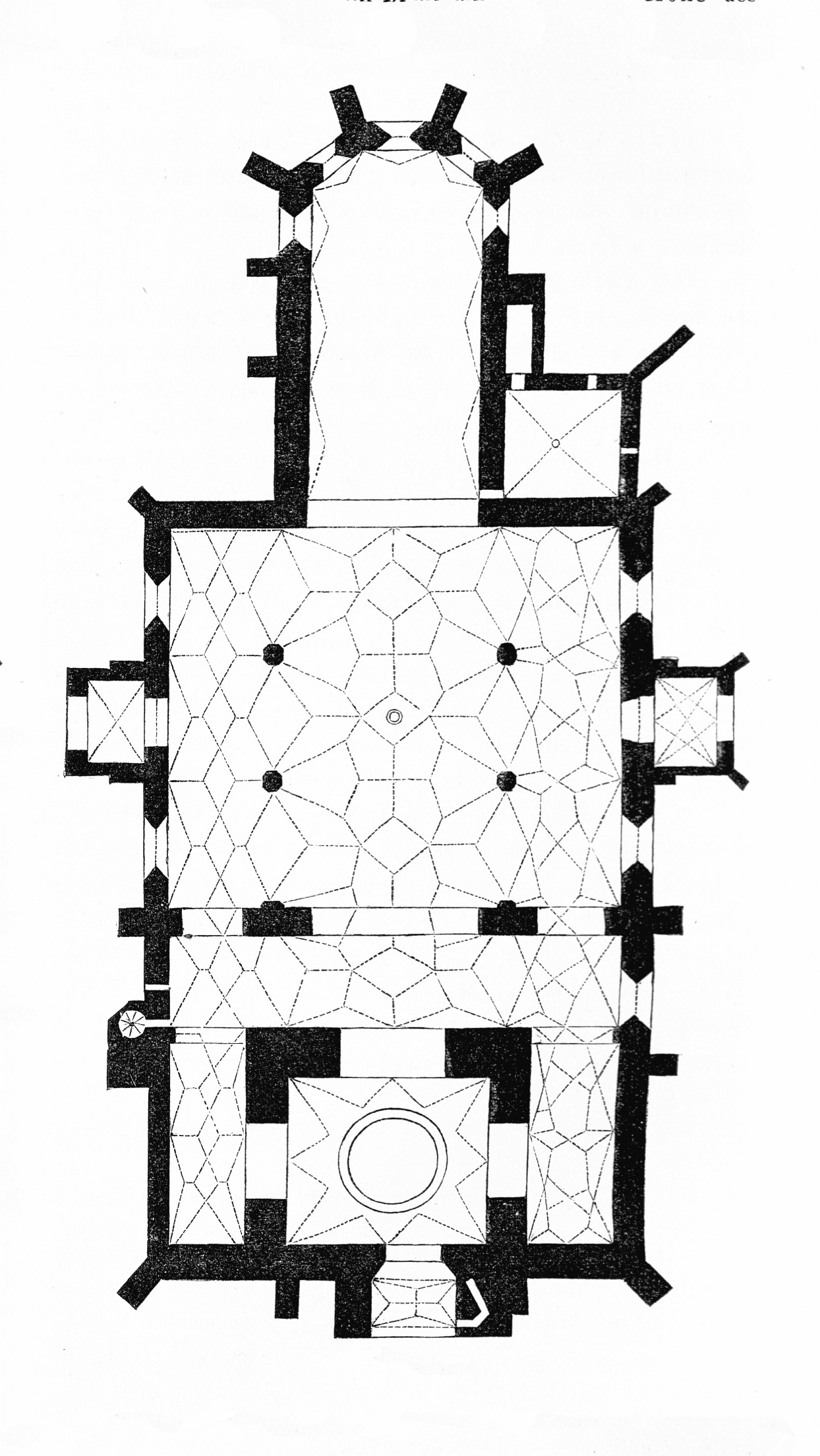
Grundriss

Die Schäßburger Bergkirche ist eine gotische dreischiffige Hallenkirche, die weithin sichtbar auf dem Plateau des Schulbergs (429 m ü. d. M.) in Schäßburg, Siebenbürgen, Rumänien steht. Ihr hohes gotisches Dach ist von einem spitzen Glockentürmchen gekrönt. Neben dem Stundturm ist die 1429 bis 1488 erbaute Bergkirche ein Wahrzeichen der Stadt. Bis zur Reformation in Siebenbürgen stand sie unter dem Patrozinium des Nikolaus von Myra.

## Baugeschichte

### Übersicht
Mitte des 12. Jahrhunderts standen auf der ursprünglich schmalen Terrasse des Schulbergs eine romanische Kapelle und ein Wehrturm. In der 2. Hälfte des 13. Jahrhunderts wurde die Nordseite der Terrasse durch Erdaufschüttungen verbreitert. Drei große Bauetappen führten bis zur Mitte des 16. Jahrhunderts zum heutigen Bauzustand der Bergkirche.
Die erste urkundliche Erwähnung der Kirche und ihres Schutzheiligen liegt aus dem Jahr 1345 vor, in einem Dokument des ungarischen Königs Ludwig I.

### Hauptbauphase (1429–1488)
Eine Bauinschrift auf dem westlichen Strebepfeiler der südlichen Vorhalle datiert den Beginn der Bauarbeiten auf das Jahr 1429. Eine Inschrift auf einer Fensterlaibung im südlichen Seitenschiff mit dem Datum 1483 liefert einen Terminus ante quem für die Vollendung des Seitenschiffs. Einer Inschrift im Erdgeschoss des Glockenturms ist zu entnehmen, dass das Bauwerk 1488 unter Jakobus Kendlinger aus St. Wolfgang beendet wurde.

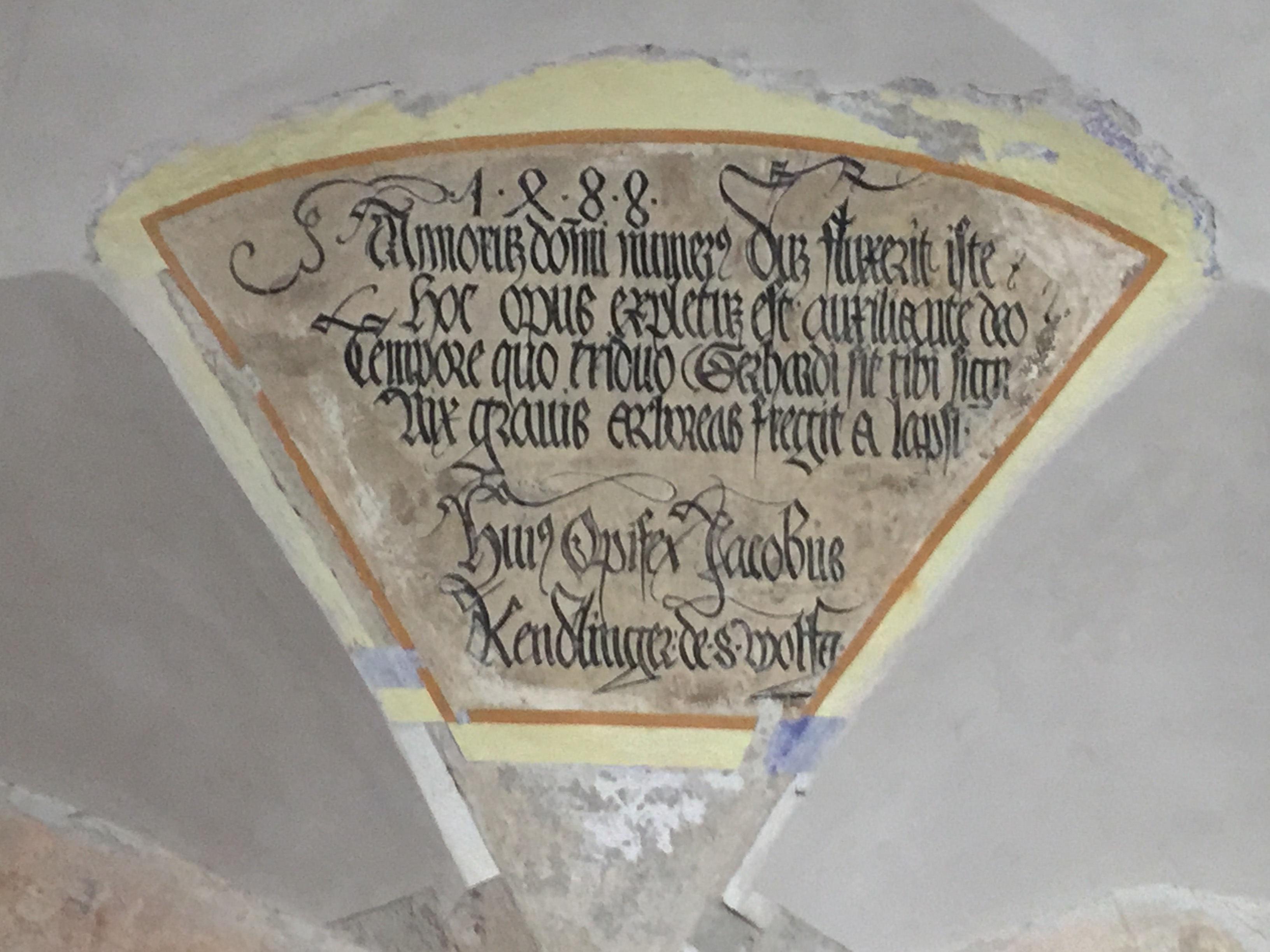
Bauinschrift zur Vollendung der Bergkirche, 1488

### Nord- und Südportal
Das Nordportal mit den Wappen von Schäßburg und Wladislaus’ II. stammt aus dem Jahr 1495, das Südportal mit der Vorhalle von 1525.

### Ausstattung und Wandmalerei
Der Flügelaltar an der Stirnseite des nördlichen Seitenschiffs ist aus dem Jahr 1513. 1523 wurde das Chorgestühl fertiggestellt.
Die inneren Freskomalereien wurden wahrscheinlich in zwei Etappen gemalt: 1483 und 1488. Die Malereien aus dem Jahr 1483 (Chor und Triumphbogen) gehören wahrscheinlich Valentinus Pictor (der 1490 Bürgermeister wird), und die aus dem Jahr 1488 (im nördlichen und südlichen Seitenschiff) wurden wahrscheinlich von Jakobus Kendlinger gemalt. 1777 wurden die Fresken übermalt und ein Holzfußboden eingebaut.
Das Sakramentshaus im Chor stammt aus dem Spätmittelalter, hat originale, eiserne Gitter und Gittertür, diente bis zur Reformation zur Ausstellung der geweihten Hostie.

### Kriegsschäden 17. – 19. Jh.
1601 wurde die Bergkirche von Szeklern verwüstet. 1704 wurden im Zuge des Kuruzenkriegs Dachstuhl und Glockenturm in Brand gesetzt; die Glocken schmolzen. 1797 wurde die große Glocke von Michael Thallmann umgegossen. Beim Erdbeben von 1838 wurden die Gewölbe des Chorraums und der Kirchenhalle zerstört; 1849 verwüsteten Truppen des polnischen Generals Bem den Innenraum der Bergkirche.

### Moderne Restaurierung; Weltkulturerbe
1934 wurden die Fresken wieder freigelegt, umfangreiche Sanierungsarbeiten fanden 1993 bis 1999 statt. Seit 1999 ist die Altstadt von Schäßburg Teil des UNESCO-Weltkulturerbes.

## Heutiger Bauzustand

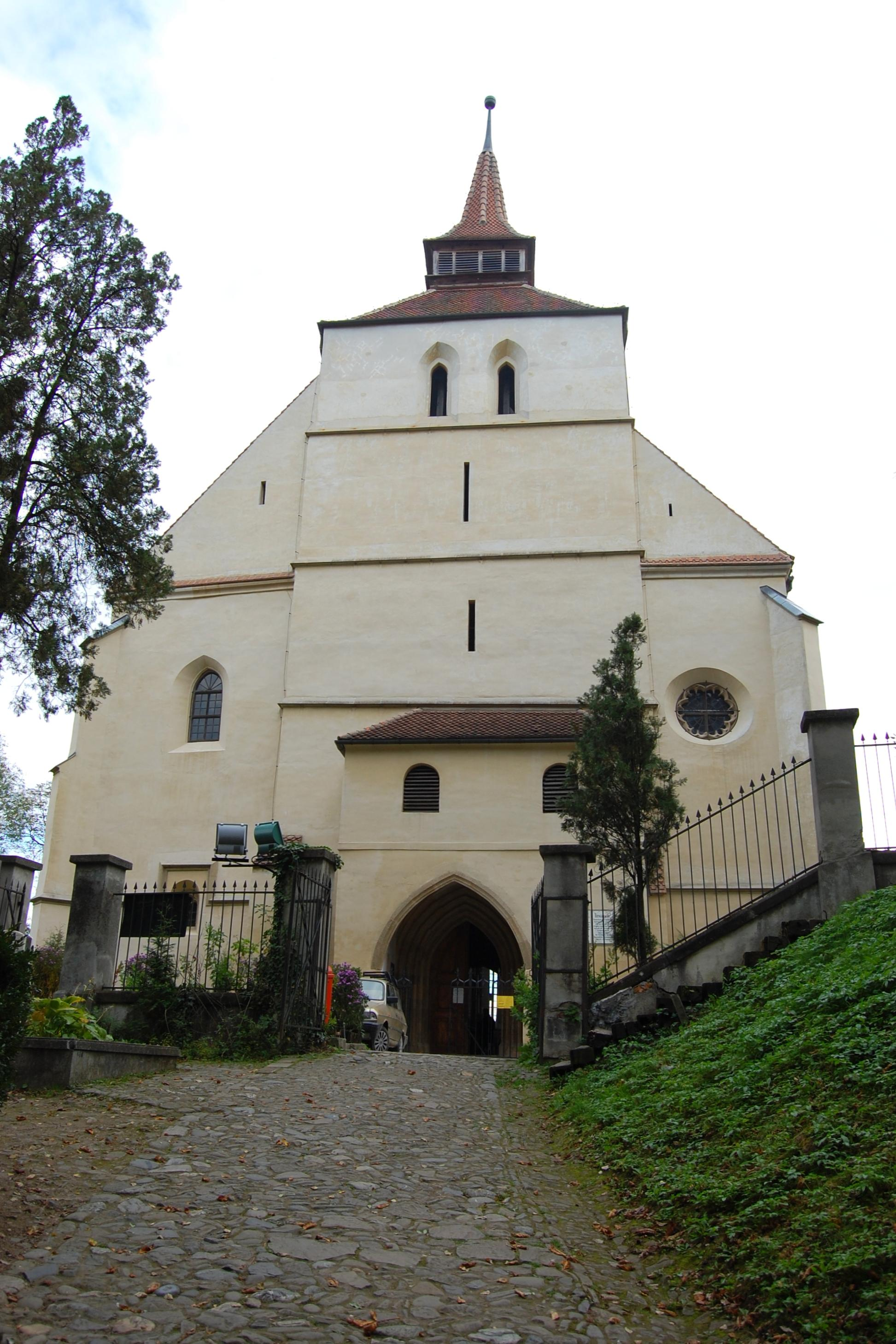
Westfassade

### Fassaden
Im Westen liegt die Turmfassade mit den gotischen Schallfenstern, Turmgesimsen und einem spätgotischen Vorbau, der von den Westwänden der Seitenschiffe flankiert wird.
Strebepfeiler und dreiteilige Maßwerkfenster gliedern die südliche Fassade mit dem Südportal. Dessen Gewände ist reich profiliert und wird von einem Kragsturzbogen abgeschlossen, über dem sich ein dreieckiger Blendgiebel mit Krabben und einer Kreuzblume befindet, der von Fialen flankiert wird.
Die Strebepfeiler des Chors reichen bis zu einem Gesims unter der Dachtraufe und sind von kleinen Wimpergen gekrönt sowie auf zwei Dritteln ihrer Höhe mit Statuen unter Baldachinen geschmückt.
Die Nordfassade ist ähnlich wie die südliche gegliedert, wobei das Nordportal durch ein vierteiliges Maßwerkfenster über einem aufgekröpften Kaffgesims hervorgehoben wird. Seitenschiffe und Chor besitzen ein Sockelgesims.

### Innenraum

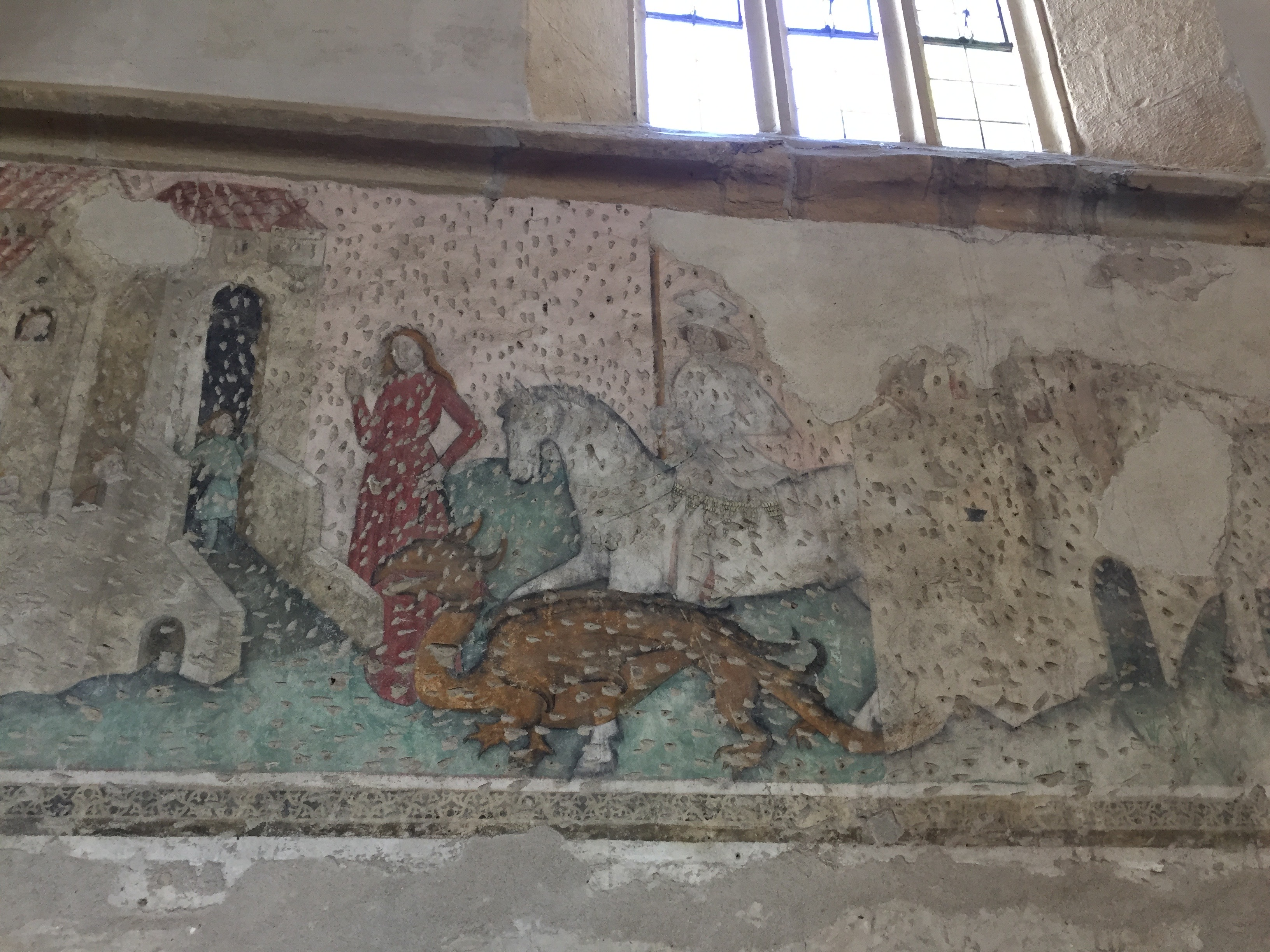
St. Georgs-Fresko, Nordwand des Seitenschiffs

Die hohen gotischen Fenster des Chorraums und der Kirchenhalle hellen den Innenraum auf.

#### Wandmalerei
Bis zur Mitte der 1930er Jahre war der gesamte Innenraum weiß getüncht. 1934 wurden großflächige Wandmalereien aus der Zeit vor der Reformation freigelegt.
Die ältesten, auf das Ende des 14. Jahrhunderts datierten Fresken finden sich an den Wänden des Chors. Sie stellen Engel dar, die Marterwerkzeuge tragen, sowie die heilige Ursula.
An der Wand des nördlichen Seitenschiffs ist eine szenisch gegliederte Darstellung von St. Georgs Kampf mit dem Drachen erhalten.
Weitere Freskenfragmente finden sich in einem Gewölbezwickel zwischen Hauptschiff und nördlichem Seitenschiff (St. Michael wägt eine Seele ab); gegenüber eine Darstellung des Hl. Matthäus mit der Jahreszahl 1483.
Über dem Triumphbogen sieht man das Schweißtuch der Veronika, ein Stifterbild sowie das Wappen der Malerzunft.
Im Erdgeschoss des Turms befinden sich Fragmente von Darstellungen aus dem Leben des Hl. Franziskus sowie der Passionsgeschichte.
An der Ostwand des nördlichen Seitenschiffs ist ein Jüngstes Gericht dargestellt, das aufgrund stilistischer Merkmale in das erste Viertel des 16. Jahrhunderts eingeordnet wird.

#### Gegenstände aus anderen Kirchen
Im Chorraum steht heute der vor der Reformation entstandene Hauptaltar der Kirche von Schaas; zahlreiche Kunstwerke aus anderen siebenbürgischen Kirchen wurden zum Schutz vor Zerstörung und Vandalismus in die Schäßburger Bergkirche verbracht.